# Neufchâtel-en-Bray
Neufchâtel-en-Bray är en kommun i departementet Seine-Maritime i regionen Normandie i norra Frankrike. Kommunen ligger i kantonen Neufchâtel-en-Bray som tillhör arrondissementet Dieppe. År 2022 hade Neufchâtel-en-Bray 4 671 invånare.

## Befolkningsutveckling
Antalet invånare i kommunen Neufchâtel-en-Bray
| Referens: INSEE |